# Eros Grezda
Eros Genc Grezda (Gjakova, 1995. április 15. –) albán válogatott labdarúgó, a  Zalaegerszegi TE játékosa.

## Pályafutása

### Klubcsapatokban
Grezda a szlovén másodosztályú NK Aluminij csapatában kezdte el felnőtt labdarúgó-pályafutását, majd leigazolta őt az élvonalbeli NK Zavrč. A 2017-2018-as szezonban a horvát NK Osijek csapatában huszonhat bajnoki mérkőzésen öt gólt szerzett, majd kétmillió euróért leigazolta őt a skót Rangers FC. 2021 nyarán a ZTE csapatához került kölcsönbe.

### A válogatottban
Többszörös albán utánpótlás-válogatott. 2017. március 24-én Olaszország elleni világbajnoki selejtezőn debütált az albán válogatottban.

#### Góljai az albán válogatottban
| #  | Dátum              | Ellenfél    | Eredmény | Kiírás              | Esemény |
| -- | ------------------ | ----------- | -------- | ------------------- | ------- |
| 1. | 2017. november 13. | Törökország | 3 – 2    | barátságos mérkőzés | 55' 81' |

## Sikerei, díjai
Zalaegerszeg
- Magyar kupagyőztes: 2022–23